# Самарская ТЭЦ
Самарская ТЭЦ (бывш. Куйбышевская ТЭЦ) — теплоэлектроцентраль, расположенная в Кировском районе города Самара. Входит в состав Самарского филиала ПАО «Т Плюс». При строительстве ТЭЦ впервые в СССР была применена схема крупноблочного монтажа.
Поставляет электрическую энергию и мощность на оптовый рынок электрической энергии и мощности. Является одним из основных источников тепловой энергии для металлургического завода и системы централизованного теплоснабжения Советского, Кировского и Промышленного районов города. Установленная электрическая мощность — 440 МВт, тепловая — 1954 Гкал/час.

## История
Решение о строительстве ТЭЦ в Куйбышеве было принято в 1966 году, строительные работы начались в 1971 году на месте бывшего озера. Строилась при участии заключённых ИТЛ.
ТЭЦ проектировалась Минским отделением ВНИПИэнергопрома в качестве первой серийной станции высокой заводской готовности (проект ТЭЦ ЗИГМ). Оборудование поступало на площадку строительства в виде частично собранных на заводе блоков, что позволяло сократить время строительства энергообъекта.
Проектные решения, опробованные на Куйбышевской ТЭЦ, применялись при строительстве ещё нескольких электростанций СССР в 80-е годы. Сотрудники Куйбышевэнерго, пускавшие станцию, получили Премию Совета Министров СССР.
Первая очередь введена в эксплуатацию 1 ноября 1972 года, первый энергоблок — в 1975 г., второй — в 1976 г., третий — в 1977 г., четвёртый — в 1978 г. В 2002 году на Самарскую ТЭЦ была перенесена турбина Р-50, изготовленная в 1964 году, но около десяти лет находившаяся в консервации на Новокуйбышевской ТЭЦ-2.
В ходе реформы РАО ЕЭС России Самарская ТЭЦ вошла в состав Волжской ТГК, позднее (в 2015 году) переименованной в ПАО «Т Плюс».

## Описание
Установленная электрическая мощность Самарской ТЭЦ на начало 2016 года составляет 440 МВт, достигнутая мощность в ходе тепловых испытаний 2019 года - 445 МВт, тепловая — 1954 Гкал/ч.
Основное топливо — природный газ, резервное — газ.
Тепловая схема ТЭЦ — с поперечными связями. Основное оборудование Самарской ТЭЦ:
- пять энергетических паровых котлов типа БКЗ-420-140НГМ единичной паропроизводительностью 420 т/ч;
- пять паросиловых турбоагрегатов:
  - ПТ-60-130/13;
  - три Т-110/120-130-3;
  - Р-50-130/13;
- три водогрейных котла типа КВГМ-180;
- пиковые водогрейные котлы:
  - два котла ПТВМ-100;
  - два котла КВГМ-180.

## Перечень основного оборудования
| Агрегат                              | Тип               | Изготовитель                      | Количество | Ввод в эксплуатацию    | Основные характеристики | Основные характеристики | Источники   |
| Агрегат                              | Тип               | Изготовитель                      | Количество | Ввод в эксплуатацию    | Параметр                | Значение                | Источники   |
| ------------------------------------ | ----------------- | --------------------------------- | ---------- | ---------------------- | ----------------------- | ----------------------- | ----------- |
| Оборудование паротурбинных установок |                   |                                   |            |                        |                         |                         |             |
| Паровой котёл                        | БКЗ-420-140-НГМ-3 | Барнаульский котельный завод      | 4          | 1975—1985 г.           | Топливо                 | газ                     | [ 2 ]       |
| Паровой котёл                        | БКЗ-420-140-НГМ-3 | Барнаульский котельный завод      | 4          | 1975—1985 г.           | Производительность      | 420 т/ч                 | [ 2 ]       |
| Паровой котёл                        | БКЗ-420-140-НГМ-3 | Барнаульский котельный завод      | 4          | 1975—1985 г.           | Параметры пара          | 140 кгс/см2, 560 °С     | [ 2 ]       |
| Паровая турбина                      | ПТ-60-130/13      | Ленинградский металлический завод | 1          | 1975 г.                | Установленная мощность  | 60 МВт                  | [ 2 ] [ 1 ] |
| Паровая турбина                      | ПТ-60-130/13      | Ленинградский металлический завод | 1          | 1975 г.                | Тепловая нагрузка       | — Гкал/ч                | [ 2 ] [ 1 ] |
| Паровая турбина                      | Т-100/120-130-3   | Уральский турбинный завод         | 2          | 1976—1978 г.           | Установленная мощность  | 110 МВт                 | [ 2 ] [ 1 ] |
| Паровая турбина                      | Т-100/120-130-3   | Уральский турбинный завод         | 2          | 1976—1978 г.           | Тепловая нагрузка       | — Гкал/ч                | [ 2 ] [ 1 ] |
| Паровая турбина                      | Р-50-130/13       | Ленинградский металлический завод | 1          | 2002 г. (изг. 1965 г.) | Установленная мощность  | 50 МВт                  | [ 2 ] [ 1 ] |
| Паровая турбина                      | Р-50-130/13       | Ленинградский металлический завод | 1          | 2002 г. (изг. 1965 г.) | Тепловая нагрузка       | — Гкал/ч                | [ 2 ] [ 1 ] |
| Водогрейное оборудование             |                   |                                   |            |                        |                         |                         |             |
| Водогрейный котёл                    | ПТВМ-100          | Барнаульский котельный завод      | 2          | 1972—1973 г.           | Топливо                 | газ                     | [ 2 ]       |
| Водогрейный котёл                    | ПТВМ-100          | Барнаульский котельный завод      | 2          | 1972—1973 г.           | Производительность      | 100 Гкал/ч              | [ 2 ]       |
| Водогрейный котёл                    | КВГМ-180          | Барнаульский котельный завод      | 5          | 1982—1993 г.           | Топливо                 | газ                     | [ 2 ]       |
| Водогрейный котёл                    | КВГМ-180          | Барнаульский котельный завод      | 5          | 1982—1993 г.           | Производительность      | 180 Гкал/ч              | [ 2 ]       |